# Stazione meteorologica di Mantova
La stazione meteorologica di Mantova La Specola è la stazione meteorologica di riferimento relativa alla città di Mantova.

## Caratteristiche

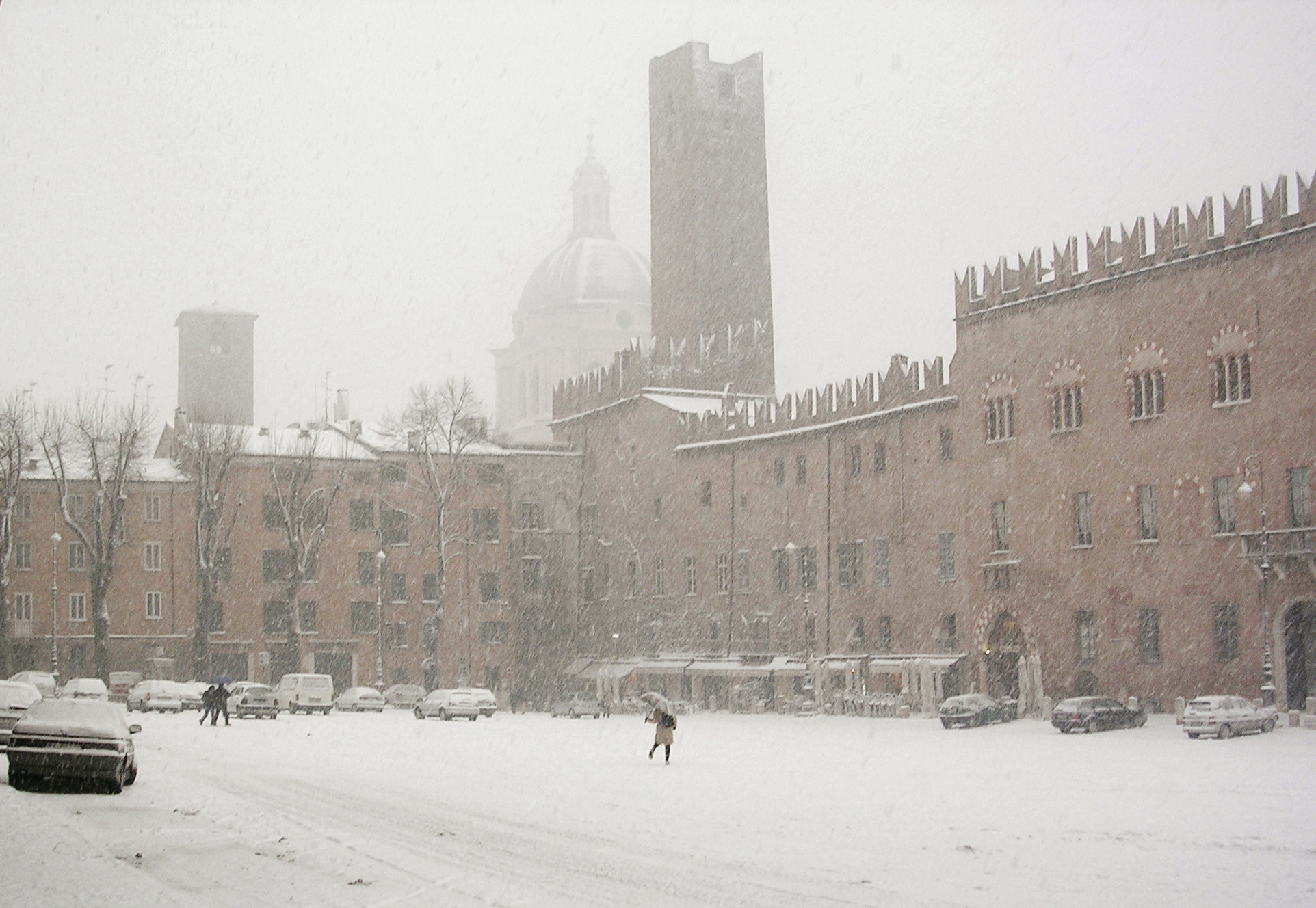
Piazza Sordello avvolta nella neve

La stazione meteorologica, attiva dal 1828, si trova nell'Italia nord-occidentale, in Lombardia, nel comune di Mantova, a 20 metri s.l.m.; gli strumenti meteorologici sono collocati alla sommità della torretta della specola del Liceo Virgilio, ad un'altezza di 45,6 metri s.l.m.. e alle coordinate geografiche 45°09′29.55″N 10°47′48.22″E.
La stazione meteorologica appartenente alla rete di stazioni del CO.DI.MA., il Consorzio di Difesa delle Produzioni Agricole di Mantova.

## Medie climatiche ufficiali

### Dati climatologici 1961-1990
In base alla media trentennale di riferimento 1961-1990, la temperatura media del mese più freddo, gennaio, si attesta a +1,3 °C; quella del mese più caldo, luglio, è di +24,3 °C.
Le precipitazioni medie annue si attestano a 634 mm, mediamente distribuite in 81 giorni, con una distribuzione piuttosto regolare nelle varie stagioni, seppur con una prevalenza in primavera ed autunno.
Il vento presenta una velocità media annua pari a 3,1 m/s, con minimi di 2,8 m/s ad agosto e settembre e massimo di 3,5 m/s ad aprile; le direzioni prevalenti sono di ponente tra novembre e febbraio e levante tra marzo e ottobre.
| Mantova La Specola (1961-1990) | Mesi  | Mesi  | Mesi  | Mesi  | Mesi  | Mesi  | Mesi  | Mesi  | Mesi  | Mesi  | Mesi  | Mesi  | Stagioni | Stagioni | Stagioni | Stagioni | Anno |
| Mantova La Specola (1961-1990) | Gen   | Feb   | Mar   | Apr   | Mag   | Giu   | Lug   | Ago   | Set   | Ott   | Nov   | Dic   | Inv      | Pri      | Est      | Aut      | Anno |
| ------------------------------ | ----- | ----- | ----- | ----- | ----- | ----- | ----- | ----- | ----- | ----- | ----- | ----- | -------- | -------- | -------- | -------- | ---- |
| T. max. media (°C)             | 4,0   | 7,2   | 12,7  | 17,4  | 22,5  | 26,9  | 29,6  | 28,6  | 24,1  | 17,6  | 10,6  | 5,5   | 5,6      | 17,5     | 28,4     | 17,4     | 17,2 |
| T. min. media (°C)             | −1,3  | 0,3   | 4,5   | 8,5   | 13,0  | 16,8  | 19,0  | 18,5  | 15,4  | 10,3  | 5,1   | 0,6   | −0,1     | 8,7      | 18,1     | 10,3     | 9,2  |
| Precipitazioni (mm)            | 43    | 41    | 47    | 56    | 62    | 58    | 44    | 47    | 54    | 68    | 63    | 51    | 135      | 165      | 149      | 185      | 634  |
| Giorni di pioggia              | 6     | 6     | 7     | 8     | 9     | 7     | 5     | 5     | 6     | 7     | 8     | 7     | 19       | 24       | 17       | 21       | 81   |
| Vento (direzione-m/s)          | W 3,0 | W 3,3 | E 3,4 | E 3,5 | E 3,1 | E 3,0 | E 3,0 | E 2,8 | E 2,8 | E 3,0 | W 3,3 | W 3,2 | 3,2      | 3,3      | 2,9      | 3,0      | 3,1  |

## Valori estremi

### Temperature estreme mensili dal 1828 ad oggi
Nella tabella sottostante sono riportate le temperature massime e minime assolute mensili, stagionali ed annuali registrate dal 1828 ad oggi, con il relativo anno in cui queste sono state registrate. La massima assoluta del periodo esaminato è di +40,0 °C registrati nel luglio 2015 e nel giugno 2019, mentre la minima assoluta di -19,0 °C è del febbraio 1929.
| Mantova La Specola (1828-2023) | Mesi         | Mesi         | Mesi        | Mesi        | Mesi              | Mesi        | Mesi        | Mesi        | Mesi        | Mesi        | Mesi        | Mesi         | Stagioni | Stagioni | Stagioni | Stagioni | Anno  |
| Mantova La Specola (1828-2023) | Gen          | Feb          | Mar         | Apr         | Mag               | Giu         | Lug         | Ago         | Set         | Ott         | Nov         | Dic          | Inv      | Pri      | Est      | Aut      | Anno  |
| ------------------------------ | ------------ | ------------ | ----------- | ----------- | ----------------- | ----------- | ----------- | ----------- | ----------- | ----------- | ----------- | ------------ | -------- | -------- | -------- | -------- | ----- |
| T. max. assoluta (°C)          | 17,1 (2007)  | 23,6 (2019)  | 27,4 (2012) | 31,7 (2011) | 35,2 (1870, 2009) | 40,0 (2019) | 40,0 (2015) | 39,8 (2012) | 35,4 (2024) | 31,2 (2011) | 22,4 (2008) | 17,9 (2023)  | 23,6     | 35,2     | 40,0     | 35,4     | 40,0  |
| T. min. assoluta (°C)          | −16,8 (1891) | −19,0 (1929) | −7,3 (2005) | −1,4 (1929) | 1,6 (1984)        | 7,1 (1873)  | 10,5 (1948) | 9,0 (1887)  | 6,0 (1919)  | −2,0 (1919) | −6,3 (1849) | −13,6 (1933) | −19,0    | −7,3     | 7,1      | −6,3     | −19,0 |